# Plantaardig vlees

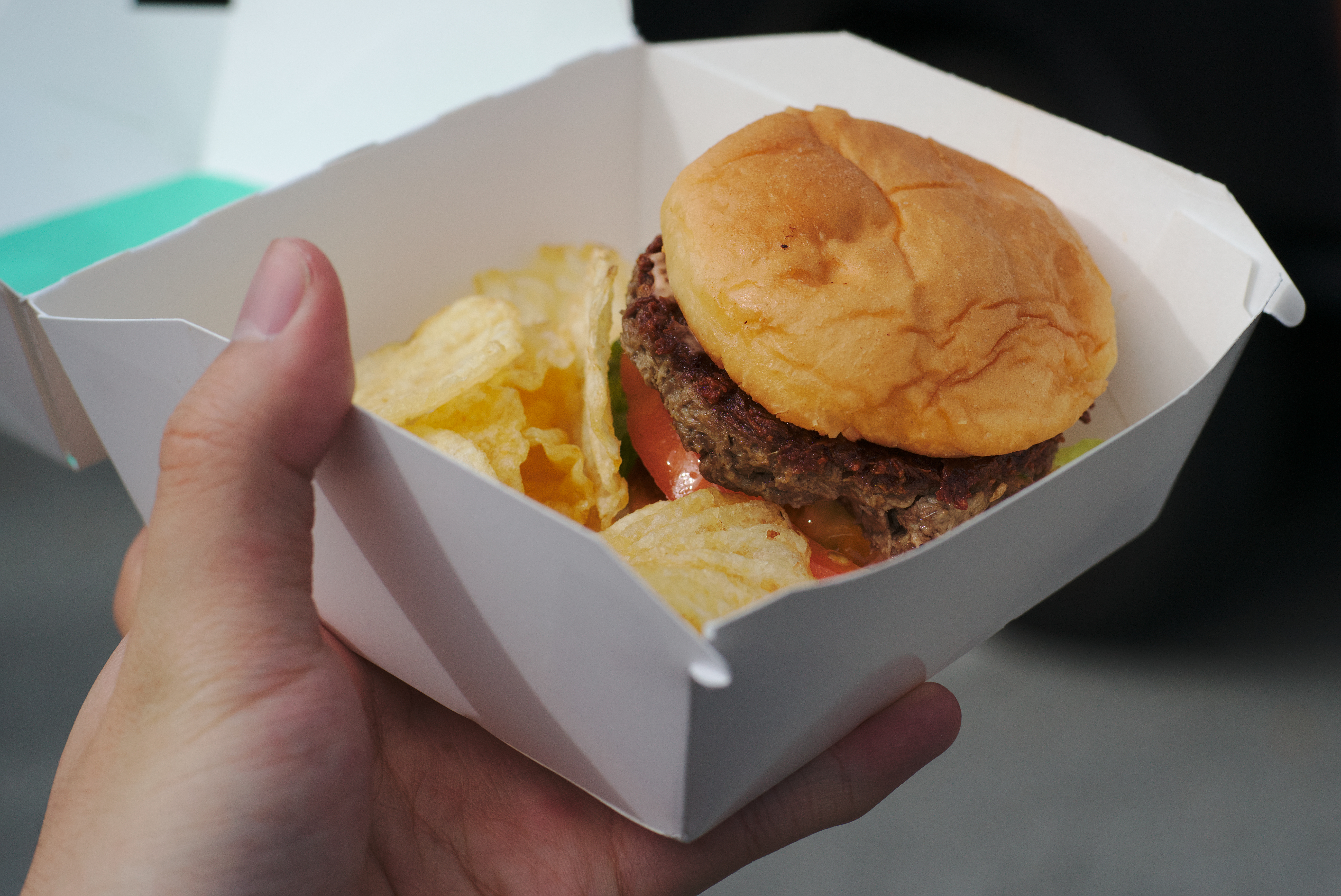
Een plantaardige hamburger van Impossible Burger in 2016

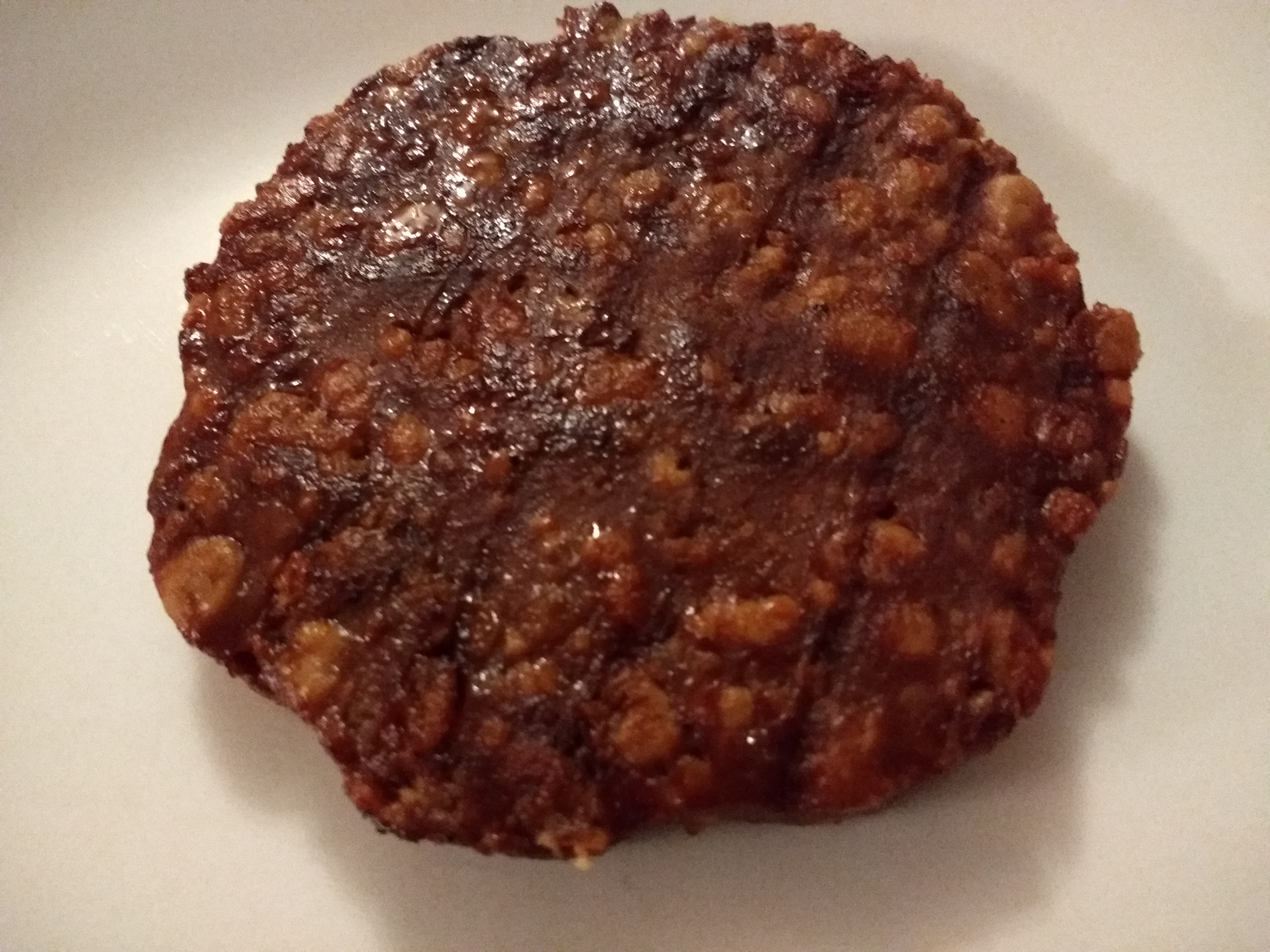
Een plantaardige burger van Beyond Meat

Plantaardig vlees is een vleesvervanger gemaakt uit plantaardig materiaal met min of meer de smaak en structuur van dierlijk vlees.
Producenten richten zich bij de ontwikkeling van plantaardig vlees op consumenten die vlees willen blijven eten zonder de negatieve aspecten van de bio-industrie. Vanuit overheid en wetenschap wordt vervanging van dierlijk vlees door plantaardig gezien als een oplossing om in de toenemende vraag van vlees te kunnen voorzien met een aanzienlijke besparing aan ruimtebeslag op landbouwgrond en uitstoot van koolstofdioxide door het wegvallen van mengvoeder, veeteelt en slachterijen uit de productieketen.
Het is mogelijk om door extruderen plantaardig gehakt en kippenvlees te produceren met onder meer TVP. Het basisingrediënt 'Beeter' van de Nederlandse producent Ojah is een product met vezels (imitatie van spiervezels in echt vlees) en werd najaar 2010 op de markt gebracht. In oktober 2011 opende Ojah haar eigen productiefabriek in het Gelderse Ochten.
Een grote uitdaging vormt de structuur van rood vlees. Momenteel is het nog niet mogelijk lappen vlees te construeren. Het Amerikaanse bedrijf Beyond Meat heeft wel een plantaardige hamburger op de markt gebracht voorzien van plantaardig bloed. Een ander Amerikaanse producent van plantaardig vlees is Impossible Foods dat is opgericht in 2011 door biochemicus Pat Brown en met 257 miljoen financieel gesteund wordt door onder meer Bill Gates en Dustin Moskovitz.

## Onderzoek
Onderzoek bij onder meer Wageningen University richt zich op de ontwikkeling van technologie om lappen rundvlees en varkensvlees plantaardig te produceren met de exacte structuur en smaak van dierlijk vlees. Hiervoor wordt ingezet op zogenaamde shear-cell-technologie waarbij zowel de lengte als het vormingsproces van eiwitvezels nauwkeurig gereguleerd kan worden om verschillende texturen te creëren. Shear-cell-technologie maakt het mogelijk om plantaardig vlees decentraal te produceren in de horecakeuken en slagerij. De universiteit werkt met onder meer Unilever en de De Vegetarische Slager aan een marktintroductie.